# Авељанеда
Авељанеда (шп. Avellaneda) је град у Аргентини у покрајини Буенос Ајрес. Према процени из 2005. у граду је живело 328.969 становника.

## Становништво
Према процени, у граду је 2005. живело 328.969 становника.
| 1980.   | 1991.   | 2001.   |
| ------- | ------- | ------- |
| 334.145 | 344.991 | 328.980 |

## Спорт
Авељанеда је дом два значајна фудбалска клуба, који спадају у Велику петорку аргентинског фудбала:
- ФК Индепендијенте, основан 1904. године.
- ФК Расинг, основан 1903. године.